# Libertyville, Illinois
Libertyville är en ort (village) i Lake County, i delstaten Illinois, USA. Enligt United States Census Bureau har orten en folkmängd på 20 395 invånare (2011) och en landarea på 22,8 km².